# Thèmes récurrents du romantisme français
 (décembre 2023).
- Si vous ne connaissez pas le sujet, laissez ce bandeau (vous pouvez alors contacter les auteurs).
- Si vous supprimez le contenu mis en cause (vous pouvez préalablement contacter les auteurs),

argumentez précisément cette suppression dans la page de discussion
(un manque de référence n'est pas un argument ; une recherche réelle de référence doit avoir été effectuée, être formellement documentée).
 (février 2013).
Si vous disposez d'ouvrages ou d'articles de référence ou si vous connaissez des sites web de qualité traitant du thème abordé ici, merci de compléter l'article en donnant les références utiles à sa vérifiabilité et en les liant à la section « Notes et références ».
Cet article spécialisé liste les thèmes récurrents du romantisme français en Art et littérature.

## L'amour

Rossetti, Beata Beatrice, 1863

Dans le romantisme, l'amour tient une place très élevée, il est idéalisé :

« La réduction de l'univers à un seul être, la dilatation d'un seul être jusqu'à Dieu, voilà l'amour. »

— Hugo, Les Misérables
Cet amour passionnel ou tout au moins intense ne s'exalte pas dans le mariage qui n'est qu'un arrangement froid et réfléchi excluant d'emblée l'exaltation des sentiments[réf. souhaitée].
Néanmoins, l'amour romantique est loin d'être idyllique : la violence de la passion est aussi la violence du désir ; l'acte charnel est parfois décrit comme un viol ou comme un accouplement de deux êtres en rut[réf. souhaitée]. Le héros romantique prend ainsi parfois par surprise celle qu'il désire, mais sans préméditation :

« Elle était si belle, à demi-vêtue et dans un état d'extrême passion, que Fabrice ne put résister à un mouvement presque involontaire. Aucune résistance ne fut opposée. »

— Stendhal, La Chartreuse de Parme, II, XXV
L'amour romantique est ainsi absolu et excessif comme celui de Ginevra pour Luigi dans La Vendetta d'Honoré de Balzac : « La jeune fille comprit qu'un véritable amour pouvait seul dédaigner en ce moment les protestations vulgaires. L'expression calme et consciencieuse des sentiments de Luigi annonçait en quelque sorte leur force et leur durée. »
Il subvertit la morale par sa brutalité, et suscite des jalousies fatales par son inconstance ; source de souffrance et de jouissance violentes, il foudroie et tue parfois par un mot, comme Rosette, dans On ne badine pas avec l'amour, qui tombe morte quand celui qui lui demande sa main avoue qu'il en aime une autre. L'amour est pour le romantisme la seule fatalité invincible : il ne fait qu'un avec l'élan vital dans le bonheur, mais se métamorphose, dans le malheur, en passion désespérée, avec son lot de crimes abominables, de meurtres, de trahisons, de suicides, de destruction de la personne aimée.

## La mort
Dans le drame romantique, l'amour et la mort sont liés. Les histoires d'amour finissent le plus souvent par un suicide passionnel, comme dans Hernani et Ruy Blas de Victor Hugo. Pour l'être romantique, la mort est un moyen de se débarrasser de tous ses ennuis. C'est le cas dans les histoires passionnelles où l'amour est impossible. Cette mort est souvent associée à la fuite du temps, qui est également un thème majeur du romantisme. Elle est présente dans les poèmes comme « Soleils couchants » de Victor Hugo, dans laquelle il aborde le caractère immuable de la nature face au temps.

## Mal du siècle et mélancolie

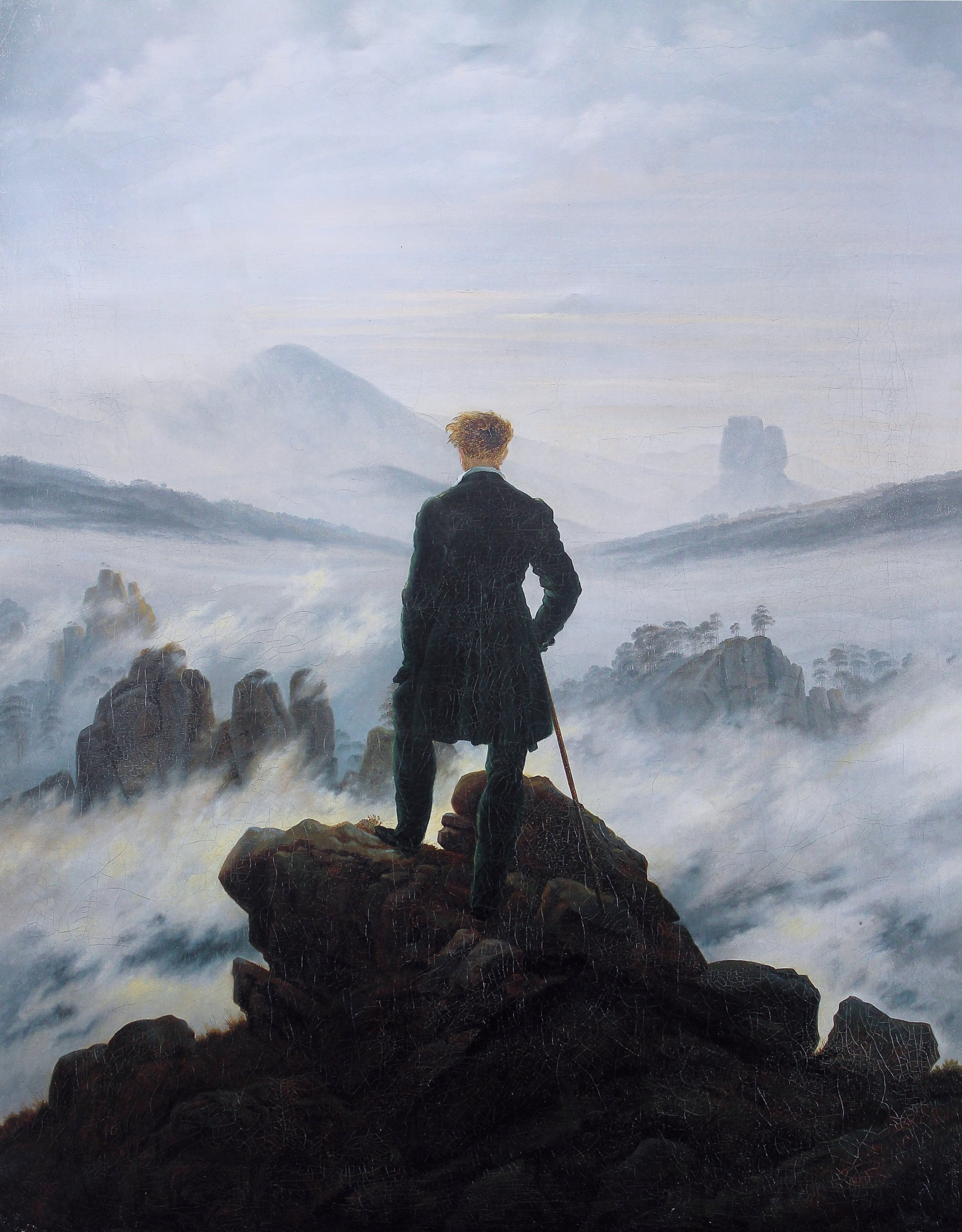
Friedrich, Le voyageur au-dessus de la mer de nuages, 1817-1818

Le romantisme exprime un profond malaise des hommes victimes d'un monde économique où il devient impossible de vivre dignement. Musset dénonce ainsi le matérialisme bourgeois. Les progrès intellectuels apportés par les Lumières s'accompagnent en effet d'un vide spirituel, d'un ennui profond qui pousse au suicide ou à la démence :

« L'hypocrisie est morte ; on ne croit plus aux prêtres

       Mais la vertu se meurt, on ne croit plus à Dieu. »

— Musset, « Rolla »
Le malaise romantique offre cependant, pour certains, une indéniable beauté accompagnée d'un bonheur :

« La mélancolie est un crépuscule. La souffrance s'y fond dans une sombre joie. La mélancolie, c'est le bonheur d'être triste. »

— Hugo, Les Travailleurs de la mer, III, II, I
Chez la femme, la mélancolie est un signe distinctif qui renforce son pouvoir de séduction et exprime pleinement la féminité[pas clair] :

« Les femmes à taille plate sont dévouées, pleines de finesses, enclines à la mélancolie : elles sont mieux femmes que les autres. »

— Balzac, Le Lys dans la vallée
Mais par-dessus tout, dans le romantisme français, la mélancolie est le signe distinctif de l'artiste : c'est déjà le spleen (cf. plus tard Baudelaire) sans cause précise, état morbide où l'on ne se supporte plus, où la solitude est un enfer, où la conscience du temps qui passe, le malheur de l'homme, ou la cruauté de la nature accablent l'esprit et lui inspirent des tentations de révoltes politiques ou de suicide, à moins qu'il ne sombre dans la folie. Ce mal est lié à la condition humaine, et cette expérience de la douleur est inséparable de la vie et de son apprentissage ; c'est une fatalité qu'il faut expier, un châtiment mis en scène au cours de notre passage sur terre.
Certains romantiques, dont le philosophe danois Kierkegaard, établissent ainsi une distinction entre le plaisir et le bonheur. Ces deux principes, souvent confondus depuis l'Antiquité, où le bonheur est considéré comme le maximum mathématique de plaisir, sont différenciés par le romantique, qui ne trouve pas son bonheur dans le plaisir, bien au contraire. Comme on le voit chez Stendhal, le héros romantique s'ennuie dans les plaisirs, au milieu des femmes, du luxe, des jeux. Pour lui, seul l'inaccessible a de la valeur, et c'est pourquoi il ne trouve le vrai bonheur qu'en l'absence de plaisir : Julien Sorel, comme Fabrice Del Dongo, ne sera enfin heureux qu'en prison, l'un condamné à mort et l'autre amoureux d'une jeune fille qu'il aperçoit de loin sans aucun espoir de pouvoir jamais l'atteindre. Ainsi, le romantisme s'oppose bien à la raison : le romantique est un héros lucide et déraisonnable, et qui se complaît à l'être, car il ne trouve de beauté ou d'intérêt philosophique que dans l'absurde, dans ce qui le dépasse.

## Révolte et société
La mélancolie romantique traduit un malaise de l'individu qui ne parvient pas à vivre dans la société. La sensibilité romantique se révolte contre un système politique qui anéantit l'artiste en se consacrant à la gloire de la nation. C'est la révolte par dégoût, dégoût de l'avidité bourgeoise, de la société moderne, dégoût pour un présent qui n'a plus de passé ni encore d'avenir, à la fois plein de semblants de ruines et d'espoirs incertains : « on ne sait, à chaque pas que l'on fait, si l'on marche sur une semence ou sur un débris. » (Musset, La Confession).
Dans cette révolte, le romantisme se radicalise parfois en un individualisme hostile et négateur qui s'exprime par des cris rageurs : 

« Malheur aux nouveau-nés !

       Malheur au coin de la terre où germe la semence,

       Où tombe la sueur de deux bras décharnés !

       Maudits soient les liens du sang et de la vie !

       Maudite la famille et la société ! »

— Musset, Premières poésies
Cette révolte conduit à une morale hédoniste, sentimentale, par laquelle l'individu se replie sur les plaisirs du cœur. Elle devient la substance même de la vie, au point de ne pas laisser d'alternative que la révolte ou la mort. Cet esprit de négation trouve son incarnation la plus expressive dans la figure de Satan (Hugo), le révolté suprême, et de Méphistophélès (Goethe) l'esprit qui toujours nie. Vautrin (Balzac) qui lance un défi à l'ordre établi se dit « méchant comme le diable ». La tentation de la chute, de la révolte absolue incarnée par Satan, fascine l'âme romantique : réaction naturelle de la créature contre son créateur, contre cet « ogre appelé Dieu » (Petrus Borel), qui se voit parfois repoussé au profit de la prière :

« Seigneur, je reconnais que l'homme est en délire,

       S'il ose murmurer ;

       Je cesse d'accuser, je cesse de maudire,

       Mais laissez-moi pleurer ! »

— Hugo
Par exemple, dans Hernani, le héros se « révolte » contre le Roi, Don Carlos, qui veut lui dérober Doña Sol...

## L'infini et le néant

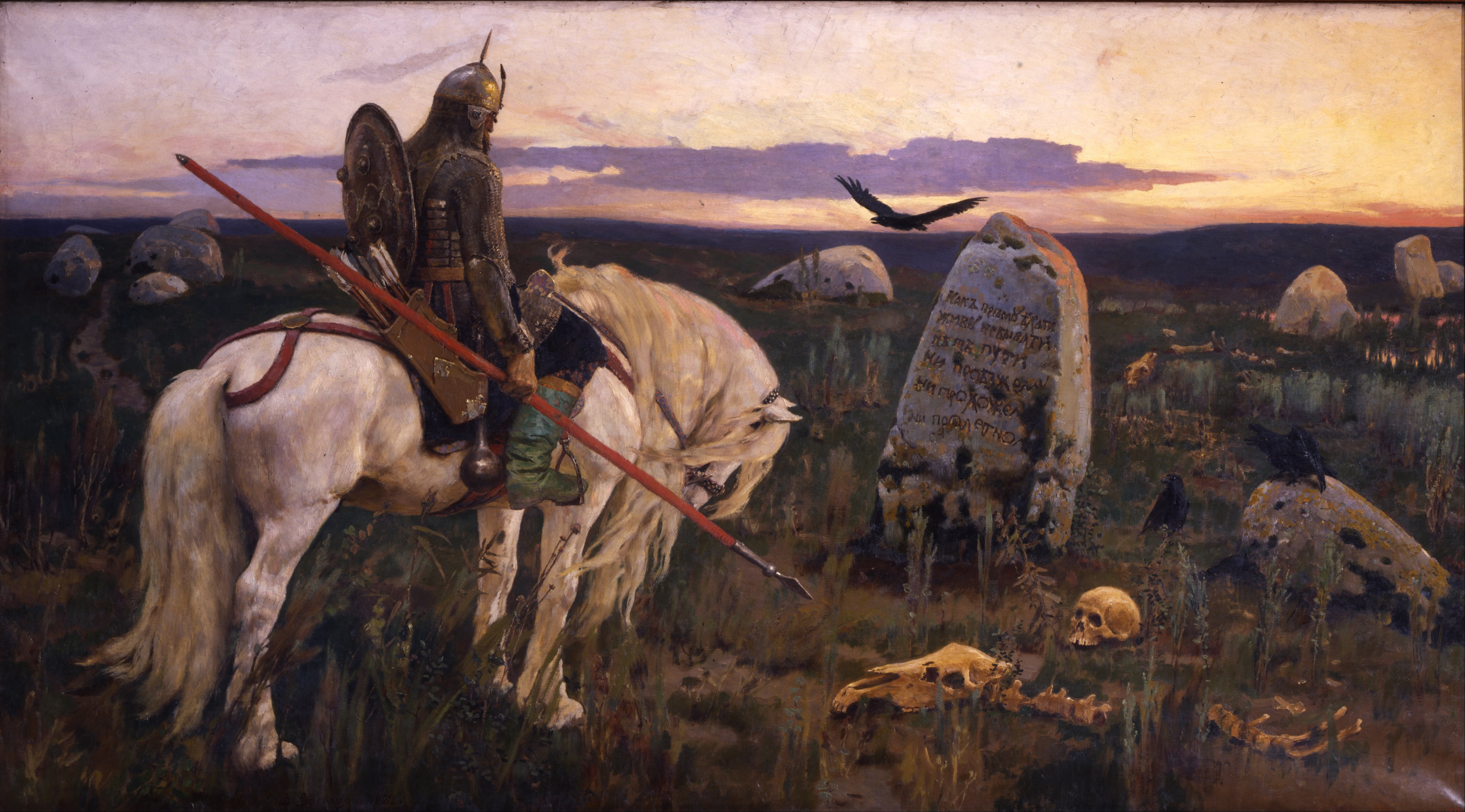
Un chevalier à la croisée des chemins par Victor Vasnetsov. En droite ligne de la construction d'une identité panslave, l'artiste russe exprime la mélancolie liée à la perception de l'époque médiévale, liant un thème romantique à ce siècle des nationalismes. (identification à la figure héroïque du Bogatyr)

La contemplation de la nature prend dans l'âme romantique une dimension métaphysique qui la confronte à l'infini. Mais c'est aussi une vision intérieure, un résultat de la sensibilité qui est senti plus tôt qu'il n'est vu, car l'infini touche d'abord l'âme plutôt que les sens et s'apparente à une conviction intime qui se tourne vers Dieu.
Ce toucher de l'âme révèle à l'homme son néant et la faiblesse de sa pensée qui le fait souffrir en lui faisant comprendre qu'il n'est rien. Cette petitesse peut cependant être consolée par un sentiment panthéiste :

« Et devant l'infini pour qui tout est pareil,

       Il est donc aussi grand d'être homme que soleil ! »

— Lamartine, Harmonies poétiques et religieuses
Cette vision peut également faire du poète un mage : l'infini est ainsi le centre du recueil de Victor Hugo, les Contemplations. L'esprit s'arrête « éperdu au bord de l'infini », et accède aux vérités que lui révèle la nature en le dissimulant.
La nuit est pour la sensibilité romantique une temporalité particulière qui favorise les fantasmes, les rêves et les cauchemars ; la nuit est à la fois douce ou terrible, évoque l'amour ou la mort. Gérard de Nerval exprime dans Sylvie le bonheur d'une fête nocturne : « Nous pensions être au paradis ».
Mais Charles Nodier écrit, dans Smarra : « Il fait nuit !… et l'enfer va se rouvrir ! »
Victor Hugo débute l'épopée de Satan par le poème « Et nox facta est », qui fait de la nuit le lieu de damnation et l'œuvre de l'ange déchu.
Foncièrement ambiguë, la nuit est propice à l'évocation des morts :

« Je songe à ceux qui ne sont plus : Douce lumière, es-tu leur âme ? »

— Lamartine, Méditations poétiques, « Le Soir »
La lumière de la nuit, la clarté lunaire, excite des rêveries mélancoliques où la présence des morts est sensible. Cette situation suscite une réminiscence qui redonne vie aux souvenirs, aux bonheurs perdus, et qui teinte le présent du charme du passé.

## Le rêve et la rêverie

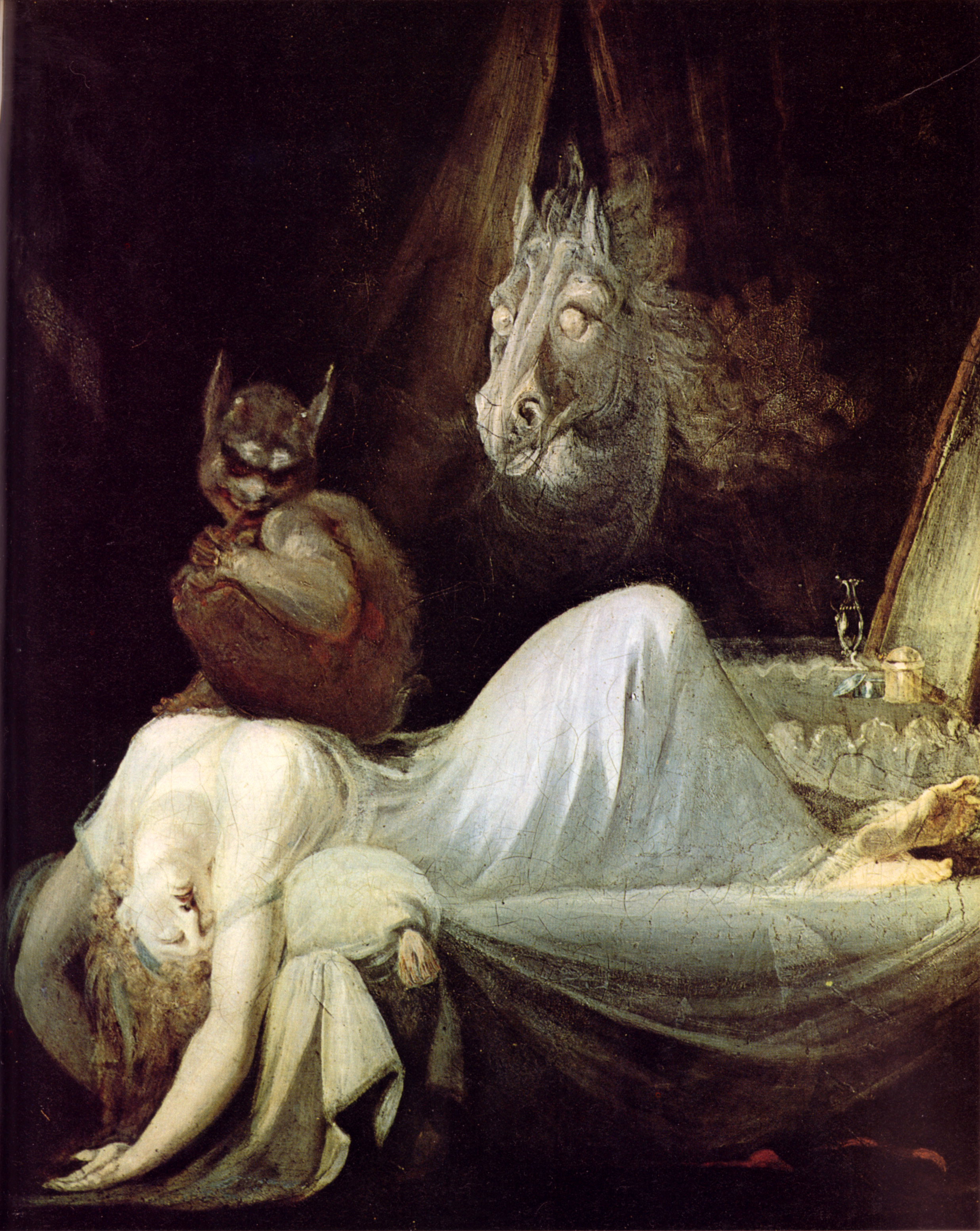
Fuseli, Le Cauchemar, 1791

Le rêve, et la rêverie, sont au centre de l'imagination romantique. Source de création, la rêverie excite l'imagination à recréer le monde ; c'est bien souvent une rêverie mélancolique et triste, comme en témoigne Marceline Desbordes-Valmore : 

« La tristesse est rêveuse, et je rêve souvent ; »

La rêverie porte l'homme à la méditation face au grand spectacle de la nature : elle le met devant les mystères de l'existence. Cette « Stimmung » est proche d'un sentiment d'exil et de voyage : un « voyage obscur » d'où « naît la poésie proprement dite » (Hugo). Mais la rêverie est aussi un refuge et un rempart contre la réalité :

« Ah ! si la rêverie était toujours possible !

       Et si le somnambule, en étendant la main,

       Ne trouvait pas toujours la nature inflexible

       Qui lui heurte le front contre un pilier d'airain »

— Musset, Premières poésies

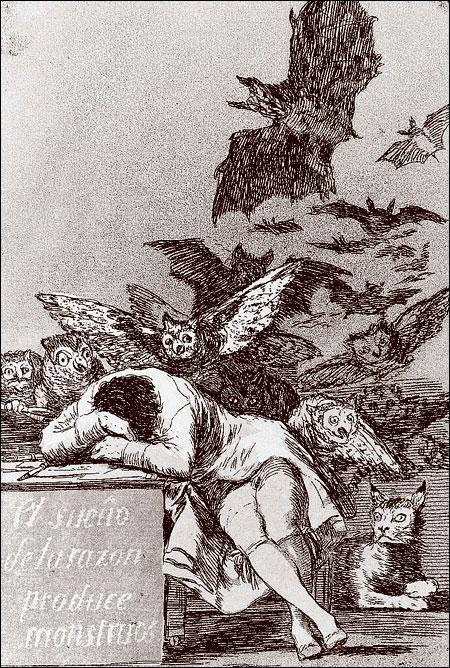
Goya, Le songe de la raison, 1798

La rêverie est ainsi un état privilégié douloureux et inspirateur, comme le rêve, tantôt doux et enchanteur, tantôt glaçant et terrifiant. Cette dualité, chez Nodier, permet de tenter une esthétique du fantastique en puisant aux sources « d'un fantastique vraisemblable ou vrai. » Le rêve fantastique se rencontre également chez Gautier, par exemple dans « Le Pied de la momie » (1840), où la réalité et le rêve se distinguent difficilement dans l'esprit du héros romantique. C'est un état psychologique proche d'une démence fantastique, danger du créateur s'il s'abandonne au délire de l'inspiration : « Il eût été capable, sans cette tendance funeste, d'être le plus grand des poètes ; il ne fut que le plus singulier des fous. »

## L'Orient
L'exotisme imaginaire de l'Orient a été poussé dans ses plus hauts degrés par les représentants du courant romantique. Le XIXe siècle s'accompagnait d'une profusion d'objets et de récits provenant de toutes les parties du Monde, qui alimentaient cet imaginaire en Europe sans avoir besoin d'y voyager. Voir l'article dédié Orientalisme.
Les Orientales de Victor Hugo, Le Roman de la momie et Le pied de la momie de Théophile Gautier ainsi que les poèmes des Chimères (Nerval) mélangent les références aux mythologies grecque et égyptienne.

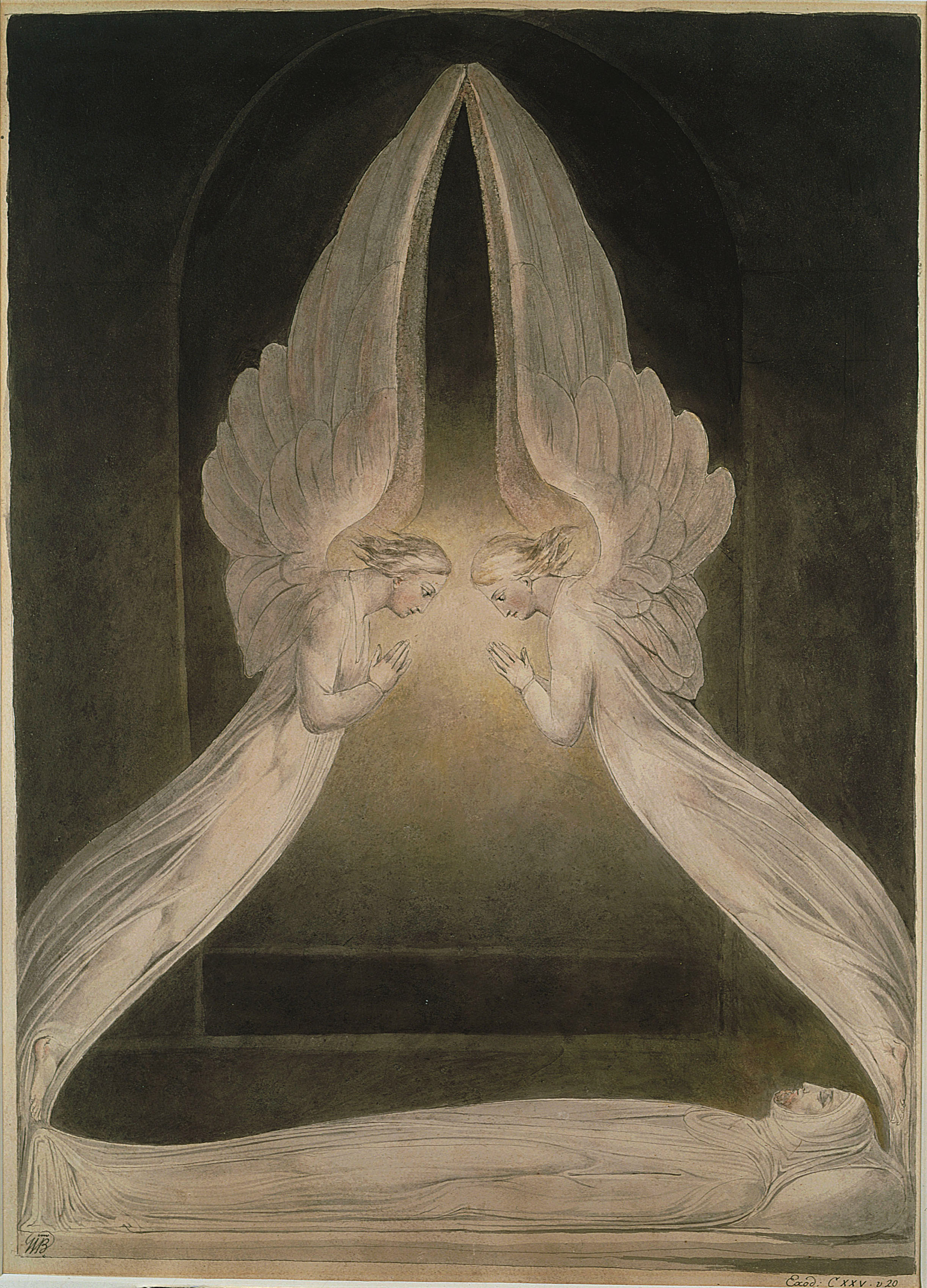
Blake, Le Christ dans le Sépulcre, gardé par des Anges

## La nature
Avec les romantiques, le thème de la Nature devient majeur.
La Nature est, pour plusieurs poètes du début du XIXe siècle, l'incarnation la plus tangible de Dieu. C'est par elle que, comme on le voit chez Hugo et Lamartine, le divin manifeste le mieux sa grandeur. C'est un lieu propice à la méditation, la mélancolie rappelée par le cycle des saisons.
Mais pour la plupart des romantiques, le spectacle de la Nature ramène d'abord à l'Homme lui-même: l'automne et les soleils couchants deviennent dès lors des images du déclin de nos vies, alors que le vent qui gémit et le roseau qui soupire symbolisent les émotions du poète lui-même. Même en musique, notamment dans la Pastorale de Beethoven, c'est bien moins une description de paysages champêtres qu'il faut entendre que l'écho de la sérénité ou de la colère vécue par un homme. C'est la théorie du paysage-état d'âme.
La Nature, enfin, est un lieu de repos, de recueillement; en s'y arrêtant, on oublie la société, les tracas de la vie mondaine. Il est d'ailleurs naturel à l'esprit antique qu'on se confie plus aisément à un lac qu'à un ami en chair et en os. C'est bien là le signe, à la fois, du dédain des romantiques pour l'univers social et du goût de ces poètes pour la méditation, pour un retour sur soi que la Nature, comme un miroir, ne fait que favoriser.